# Zbroja zwierzęca

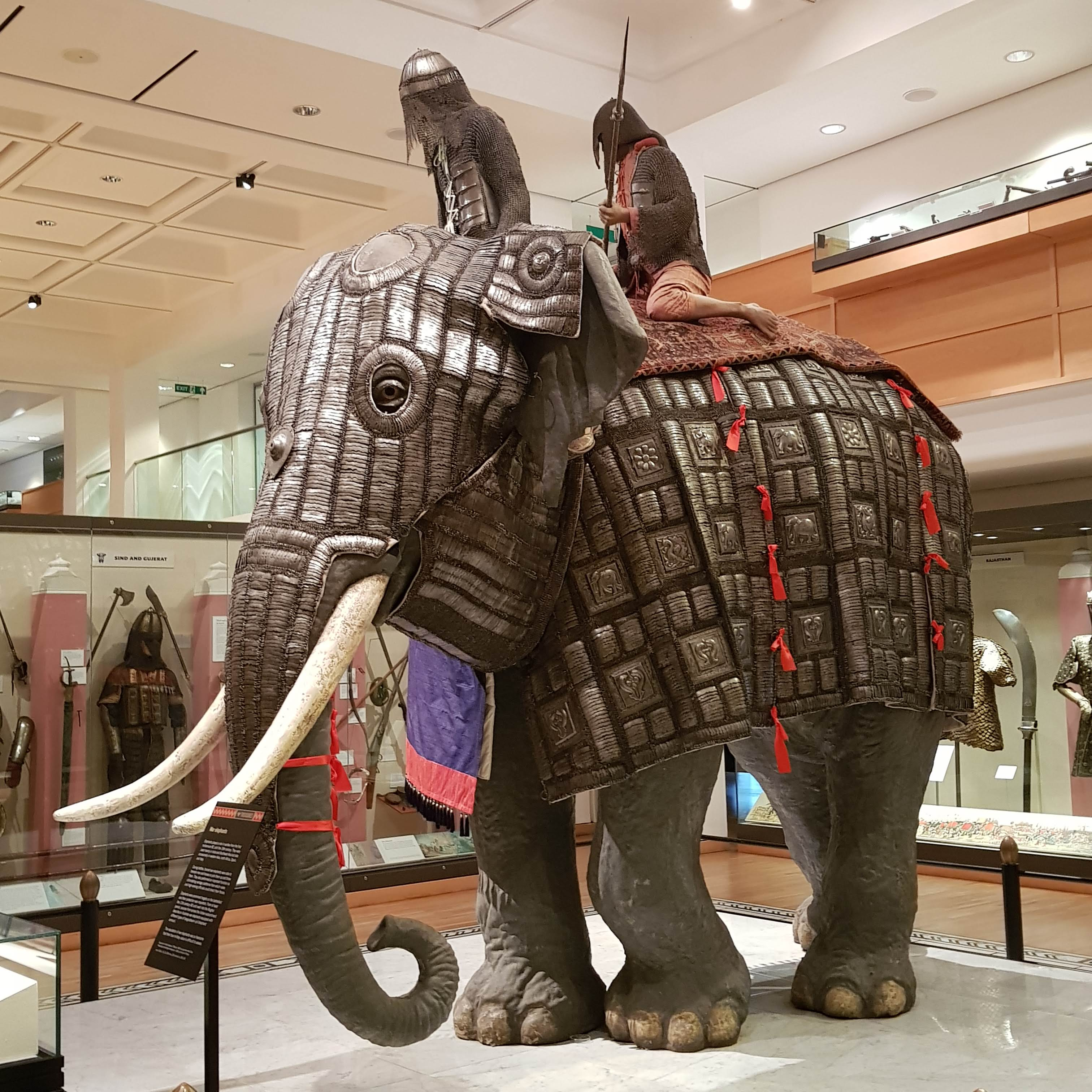
Zbroja zwierzęca na słoniu

Zbroja zwierzęca – ubiór ochronny przeznaczony dla zwierząt wykorzystywanych militarnie.

## Historia i przeznaczenie
Zwierzęta stosowano w walce na różne sposoby, jako środek transportu, siłę napędową bądź wysyłano samodzielnie na wroga.
Na polu bitwy były jednak narażone na obrażenia podobnie co ludzie, często też przez brak umiejętności samodzielnej obrony stawały się łatwym celem wroga.
Chcąc zachować ich użyteczność bojową wynaleziono zbroję zwierzęcą.

### Historia
Pierwsze zbroje dla zwierząt bojowych zaczęto wprowadzać do użycia w starożytności. Najczęściej stosowano u koni dla jazdy, aczkolwiek wykonywano zbroje dla wszystkich zwierząt używanych w boju.
Poza końmi, najczęściej opancerzano słonie bojowe. Zbroje dla reszty zwierząt występowały sporadycznie.
Przyczyniło się to do powstania ciężkiej jazdy oraz zupełnie nowych taktyk bojowych.
W średniowieczu nastąpiło rozpowszechnienie zbroi końskiej, stała się ona standardowym elementem ekwipunku rycerza.
Po rozpowszechnieniu broni palnej używano jeszcze przez jakiś czas zbroi dla zwierząt, szybko jednak tego zaprzestano z uwagi na spadek użycia broni białej w walkach.

## Zwierzęta

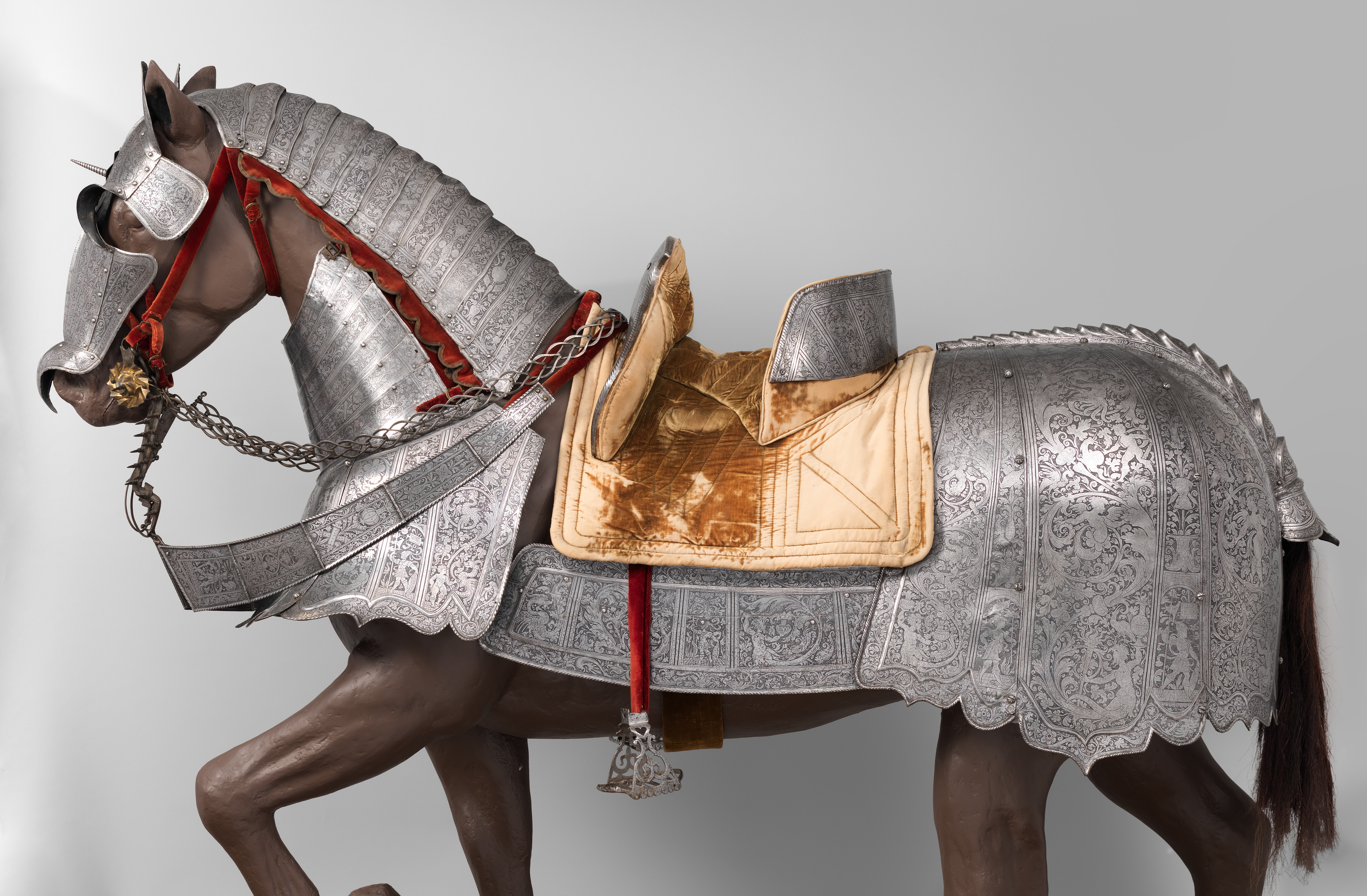
Zbroja końska, XVI w.

Zbroje stosowano na wszystkie zwierzęta wykorzystywane w boju w sposób kontrolowany, nie robiono ich więc dla dzikich zwierząt wypuszczanych na samobójczy atak. Dostosowywano budowę zbroi i stopień okrycia ciała w zależności od tego w jakie funkcje pełniły na polu bitwy:
- Konie – jako środek transportu dla żołnierzy konie najczęściej opancerzano ze wszystkich zwierząt. Zbroja końska była standardowym elementem wyposażenia katafraktów i ciężkiej jazdy. Zbroje stosowano też u koni rydwanowych i pociągowych.
- Słonie – Taktyka użycia słoni bojowych przewiduje przełamanie linii wroga przez słonie. Jako że były one duże łatwo było je trafić na odległość. Powodowało to że spora część z nich padała zanim dotarła do linii wroga. Wyposażano je więc w ciężkie zbroje, co pozwalało przetrwać szturm i kontynuować walkę za liniami wroga.

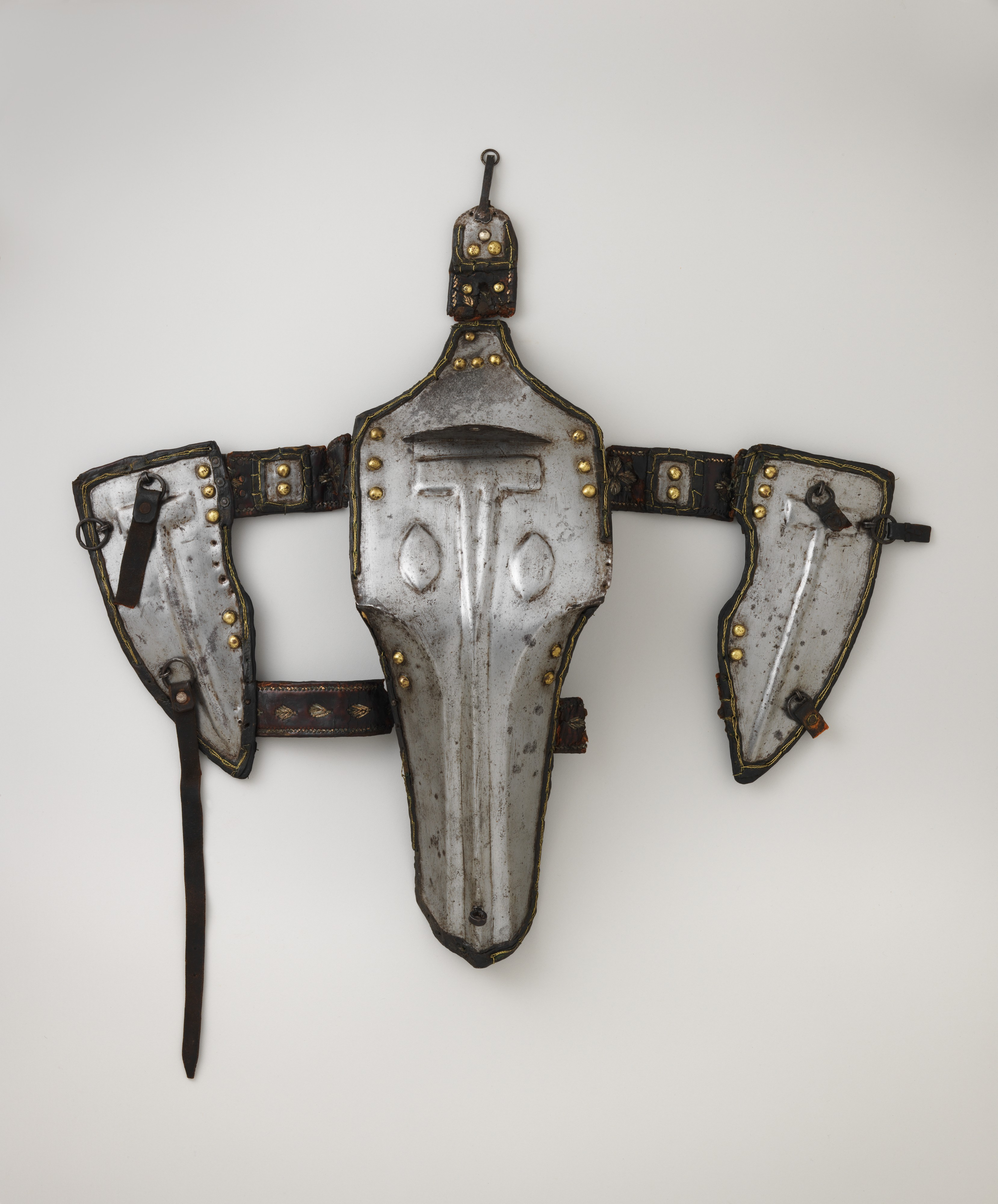
Hełm wielbłądzi

- Hełm wielbłądziWielbłądy – katafrakci poruszający się na wielbłądach czasem stosowali zbroje na ich wielbłądy.
- Psy – jako że psy atakowały wrogów samodzielnie, były dość łatwe w zabiciu. Aby wydłużyć ich działalność w walce zakładano na nie proste fartuchy łuskowe i kolczugi.

## Budowa zbroi zwierzęcych
W różnych okresach zbroje wykonywano różną metodą, w zależności od okresu wykonywano je jako łuskowe, kolczugi bądź płytowe. 
Tak jak u zbroi dla ludzi robiono zbroje lekkie i ciężkie.
Lekkie przeważnie chroniły tylko przód zwierzęcia, ciężkie okrywały je w całości.
Zbroje dla zwierząt najczęściej wykonywano jako "fartuch" zbroi chroniący tułów, płytę-hełm chroniący głowę, nakarczka i niekiedy elementów na nogi i ogon. Najbardziej zaawansowane zbroje wykonywano dla słoni bojowych, gdyż duże ciało wymagało osłonięcia wszystkich partii.

## Zalety i wady
Stosowanie zbroi przynosiło zarówno zalety i wady. 
Z tego też powodu zastosowanie i taktyki jednostek opancerzonych bądź nie różniły się między sobą.
Zalety
- Zwierzę było chronione przed celowym bądź przypadkowym zranieniem, przez co mogły przedrzeć się żywe przez linie wroga i ostrzał łuczników, a potem kontynuować walkę.
- Część zwierząt płoszyła się już przy niewielkich ranach, opancerzenie ich zapobiegało przed doprowadzeniem do tego.
- W wielu przypadkach od życia zwierzęcia zależało życie jego jeźdźców, koń lub słoń po trafieniu podczas biegu mógł paść, powodując ich obrażenia bądź śmierć.
- Zwiększał się odsetek ocalałych zwierząt, co ułatwiało przygotowanie do kolejnej bitwy.

Wady
- Bardzo wysokie koszty, spowodowane dużym rozmiarem zwierząt. W przypadku słoni czy rydwanów pełne zbroje posiadały tylko najbogatsze armie.
- Obniżona mobilność i stabilność. Była to główna wada i przyczyna niestosowania zbroi u wszystkich jednostek.